# جوليان أونيل
جوليان أونيل (بالإنجليزية: Julian O'Neill)‏ هو لاعب دوري الرغبي نيوزلندي، ولد في 24 يوليو 1973 في أوكلاند في نيوزيلندا.